# Goshen (Alabama)
Goshen es un pueblo ubicado en el condado de Pike en el estado estadounidense de Alabama. En el censo de 2000, su población era de 300.

## Demografía
En el 2000 la renta per cápita promedia del hogar era de $ 24.219$, y el ingreso promedio para una familia era de 28.393$. El ingreso per cápita para la localidad era de 13.664$. Los hombres tenían un ingreso per cápita de 22.969$ contra 15.000$ para las mujeres.

## Geografía
Goshen está situado en 31°43′11″N 86°7′33″O / 31.71972, -86.12583 (31.719715, -86.125861).
Según la Oficina del Censo de los EE. UU., la ciudad tiene un área total de 2.52 millas cuadradas (6.54 km²).